# Karácsond
Karácsond község Heves vármegyében, a Gyöngyösi járásban.

## Fekvése
Gyöngyöstől 10 kilométerre található. Felszínét tekintve az egyik legváltozatosabb község a vármegyében. Északi része a Mátra déli lejtőjére épült, míg déli része már az Alföld északi szélén, a Gyöngyösi-sík táhegységben fekszik. Földje ennek megfelelően csodálatos értékeket rejt. Északi részén, a tűzhányók láva talaján tüzes, kiváló szőlő terem, a déli, alföldi része pedig a gabona és mezőgazdasági termények számára nyújt optimális feltételeket. A falu alatt szénréteg, lignit terül el. Itt ered a Büge-patak. A község lakosságát négy artézi kút látja el tisztított, jó minőségű ivóvízzel.
A szomszédos települések: észak felől Visonta, északkelet felől Halmajugra, kelet felől Ludas, délkelet felől Nagyfüged, délnyugat felől Adács, nyugat felől pedig Gyöngyöshalász.

### Éghajlata
Éghajlata mérsékelten meleg-száraz, a csapadék évi átlaga 600–700 mm, az évi középhőmérséklet 9,5-10 °C, míg a napsütéses órák száma évente 1900-1950 között van.

### Domborzata
A táj, hegységelőtéri dombság. A legnagyobb tengerszint feletti magassága 180 méter (Tarógyius és az "Adácsi hegy").

### Növényzete és állatvilága
Természetes növényzete cseres, valamint lágyszárú fajokból áll. A csenkeszek és a parajfélék már az alföldi hatást jelzik. Állatai kisvadak: mezei nyúl, fácán, őz és a különböző madárfajok. Ötven éve még túzok is élt az Olga major táján. Erdőterülete 6-7%, talaja agyagos löszön képződött barna erdőtalaj. A föld alatt szénmező és gyógyvíz rejtőzik.

### Megközelítése
Legfontosabb közúti megközelítési útvonala a Gyöngyöst Hevessel összekötő 3204-es út, mely végighalad a belterületén − a központját délnyugat felől elkerülve −, ezen érhető el mindkét végponti város irányából.
Az ország távolabbi részei felől az M3-as autópályán vagy a 3-as főúton közelíthető meg a legegyszerűbben. A sztrádáról (megközelítési iránytól függően) a Gyöngyös-kelet−Mátrafüred−Adács csomópontnál vagy a Heves−Nagyfüged−Ludas csomópontnál letérve lehet eljutni a településre, a 3-as útról pedig a 94-es kilométertáblánál lévő elágazásnál lekanyarodva. Karácsond területén található egyébként az autópálya Borsókúti pihenőhelye.
A hazai vasútvonalak közül a Budapest–Sátoraljaújhely-vasútvonal érinti, melynek egy megállási pontja van itt; Karácsond megállóhely a belterület délkeleti szélén helyezkedik el, a 3204-es út vasúti keresztezésétől keletre, közúti elérését az abból kiágazó 32 304-es számú mellékút biztosítja.

## Története
A településen ősidők óta van emberi élet, ezt bizonyítják a Puky-tónál fellelt régészeti leletek.
Az első hiteles oklevél 1323-ból említi Karachund néven. Az Aba nemzetség szállásbirtoka volt, majd leszármazottaik, a Csobánkák birtokolták, 1325-ben a Kompolti családnak adományozták. 1421-ben királyi birtokrész volt, melyet a Kompolt család kapott meg Isaszegért cserébe. 1522-ben örökösödési szerződés értelmében az Ország családé lett. A török adókönyvek szerint 1549-ben 19 lakott és 3 néptelen ház állt itt; 5 adóköteles, 4 elszegényedett és 6 elpusztult jobbágytelket írtak össze. 1589-ben az egri vár fenntartására szolgáltatták be a főpapi tizedet.
Az 1770-es évek körül kisszámú magyar lakta a települést. A kuruc háború után 5 szlovák családot telepítettek a faluba. 1741-ben több földbirtokosa is volt: többek között Haller Sámuel, gróf Esterházy, gróf Draskovics családok, majd őket követték az Orczy, Gönczi, Puky családok.
Az 1848–49-es forradalom és szabadságharc idején Kossuth seregében 9 karácsondi jobbágy harcolt.
1871-től a falu nagyközségi rangra emelkedett. A 20. század első felében is nagyközségként szerepel a gyöngyösi járás területén. 1950-től önálló tanáccsal bíró község, majd 1984-től Gyöngyös városkörnyéki községe.
2015-ben adták át a falu 1,5 milliárd forintból épült szennyvízhálózatát. A település 1200 háztartását rákötötték a szennyvízhálózatra. Az építkezés 2013 szeptemberében kezdődött.

## Közélete

### Polgármesterei
- 1990–1994: Számel István (független)[5]
- 1994–1998: Debrei Mátyás (független)[6]
- 1998–2002: Debrei Mátyás (független)[7]
- 2002–2006: Debrei Mátyás (független)[8]
- 2006–2010: Debrei Mátyás (független)[9]
- 2010–2014: Földi Csaba (független)[10]
- 2014–2019: Földi Csaba (független)[11]
- 2019–2024: Földi Csaba (független)[12]
- 2024– : Földi Csaba (független)[1]

A településen a 2006. október 1-jén megtartott önkormányzati választás érdekessége volt, hogy az országos átlagot jóval meghaladó számú, összesen 8 polgármesterjelölt indult. Ilyen nagy számú jelöltre abban az évben az egész országban csak öt település lakói szavazhattak, ennél több (9 vagy 10) aspiránsra pedig öt másik településen volt példa.

## Népesség
A település népességének változása:
| Lakosok száma | 3028 | 2967 | 2911 | 2823 | 2822 | 2794 | 2800 |
|               | 2013 | 2014 | 2015 | 2021 | 2022 | 2023 | 2024 |

2001-ben a település lakosságának 97%-a magyar, 3%-a cigány nemzetiségűnek vallotta magát.
A 2011-es népszámlálás során a lakosok 89,9%-a magyarnak, 6,7% cigánynak, 0,2% németnek, 0,4% románnak mondta magát (10% nem nyilatkozott; a kettős identitások miatt a végösszeg nagyobb lehet 100%-nál). A vallási megoszlás a következő volt: római katolikus 54,1%, református 4,1%, evangélikus 0,2%, görögkatolikus 0,2%, felekezeten kívüli 16,6% (22,9% nem nyilatkozott).
2022-ben a lakosság 90,3%-a vallotta magát magyarnak, 5,2% cigánynak, 0,3% németnek, 0,1% románnak, 1,2% egyéb, nem hazai nemzetiségűnek (9,6% nem nyilatkozott; a kettős identitások miatt a végösszeg nagyobb lehet 100%-nál). Vallásuk szerint 37% volt római katolikus, 3,2% református, 0,3% görög katolikus, 0,1% evangélikus, 3,1% egyéb keresztény, 1,2% egyéb katolikus, 15,7% felekezeten kívüli (39,3% nem válaszolt).

## Nevezetességei

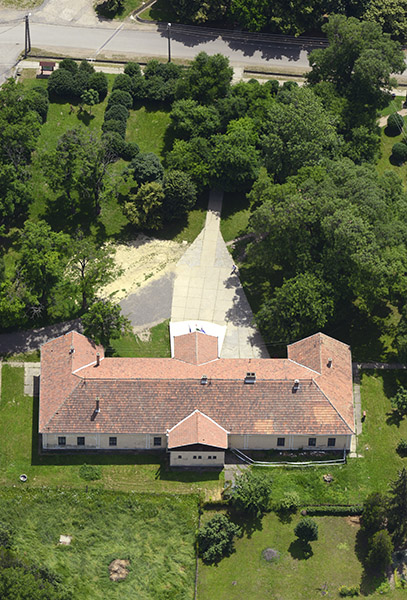
A karácsondi kastély hátsó oldala légi felvételen

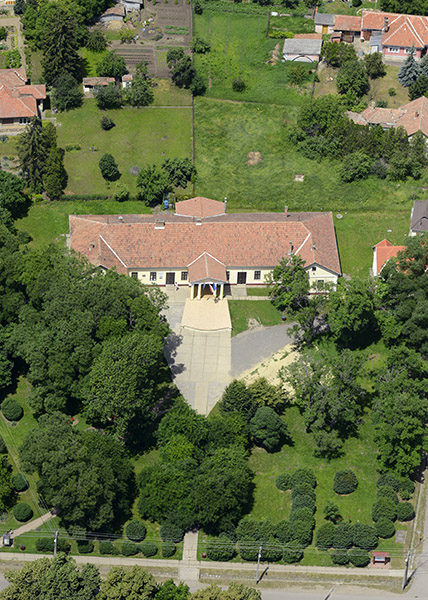
Csiszár-Puky-kastély bejárata, Karácsond, légi fotó

- Római katolikus templom. Az 1770-es években épült. A templom berendezései közül a főoltár copf stílusú, a 18. század végéről való, a keresztelőkút klasszicista, 1810 után készült. A főoltárkép Szent Miklós püspököt ábrázolja. A templom mögötti ligetben álló Nepomuki Szent János szobrát az 1800-as évek körül emelték.
- A temetőben 1838-ból való kőkereszt áll. Anyaga: mészkő.
- Itt található a templomot építő plébános, Josephus Sabó 1791-ből való sírkőmaradványa, mely késői barokk stílusú.
- 1809-ből származik Tari Örzsébet tölgyfából készült sírkeresztje.
- Itt van eltemetve Puky Miklós földbirtokos, 1848-as politikus.
- Első világháborús emlékmű és katonaszobor
- Millenniumi Park. A Kertészeti Egyetem végzős diákjai tervezték.
- Polgármesteri Hivatal. 80 éve épült, 2000-ben renoválták belülről.
- Csiszár-kastély
- Szent István király fából készült mellszobra.
- Kossuth Lajos mellszobra.
- 1965-os emlékmű.

## Ismert emberek

### Karácsondon születtek, éltek
- A falu híres birtokosa volt Gönczy Pál pedagógus, kinek nevét a község általános iskolája őrzi.
- A 19. században itt élt Berényi Andrásné Nagy Rozália parasztírónő, akinek visszaemlékezéseit könyv alakban is kiadták.
- Molnár Mátyás (Karácsond, 1923 – Vaja, 1982), népművelő, múzeumigazgató, a vajai Vay Ádám Múzeum megalapítója.
- Pecze Tibor Csongor közgazdász, történész, a Nemzetgazdasági Tervezési Hivatal [16] volt elnöke. Fiatalkorát születésétől kezdve Karácsondon töltötte. Tanulmányait követően 2001-től az OTP Bank vezérigazgatósága, majd számos kormányzati intézmény és minisztérium vezető munkatársa, közigazgatási és fejlesztéspolitikai szakember[17] .